# Burg Sodenberg
Die Burg Sodenberg, auch Kilianstein genannt, war eine Gipfelburg auf der früher 506 m ü. NN hohen Gipfelkuppe 
des heute 481,3 m ü. NHN hohen Sodenbergs südöstlich von Morlesau, einem heutigen Stadtteil von Hammelburg im Landkreis Bad Kissingen in Bayern.
Die 1393 erwähnte Burg wurde Mitte des 14. Jahrhunderts von den Herren von Thüngen erbaut, die auch auf der 1331 errichteten Burg Reußenberg saßen. Dort, auf der Stammburg seiner Mutter Margaretha von Thüngen, verbrachte Götz von Berlichingen einen Großteil seiner Jugend.
Um 1440 wurde ein Neubau errichtet und 1562 Aus- und Umbauten durchgeführt. Seit 1660 war die Burg verfallen und wurde Anfang des 20. Jahrhunderts durch Basaltabbau völlig zerstört. Heute zeugen noch geringe Wall- und Grabenreste von der einstigen Burganlage. 